# キューティーハニー対デビルマンレディー
『キューティーハニー対デビルマンレディー』（キューティーハニーたいデビルマンレディー）は、永井豪（＆ダイナミックプロ）による日本の漫画。『チャンピオンRED いちご』（秋田書店）誌上で、2013年 VOL.38 - VOL.40の全3回にわたって連載された永井豪キャラのクロスオーバー作品。

## 概要
『週刊少年チャンピオン』創刊40周年記念として、過去の連載作家が往年の代表作を新作で1本描き下ろす企画の中、同誌で『あばしり一家』と『キューティーハニー』の連載をしていた永井豪は、両作品のコラボ『キューティーハニーVSあばしり一家』（2009年）を2週にわたって発表した。この翌年から、『デビルマン対ゲッターロボ』（2010年）、『魔王ダンテ対ゲッターロボG』（2011年）と、自身が創造したキャラクターが共演する漫画を続けて『チャンピオンRED』で発表してきた永井が、これら秋田書店のクロスオーバー物の最後に描いた作品。タイトル通り、『キューティーハニー』と『デビルマンレディー』両作品の登場人物たちが関わる。 
連載終了後にチャンピオンREDコミックスで単行本化。本の帯には「自ら描いたＷ巨乳に巨匠はもうメロメロ!?? 永井豪、乳魂の快新作♥」という惹句と共に、キューティーハニー生誕40周年のロゴマークが付いている。

## あらすじ
人間のDNA変異によって変身、狂暴化するデビルビーストを、日々倒し続けているデビルマンレディーこと不動ジュン。次はデビルビーストの目撃例があったという全寮制の女学校・聖チャペル学園に赴く。新任教師として同学園に潜入したジュンは、不思議な感覚を受ける美しい生徒、如月ハニーに出会う。
ハニーの友人の秋夏子が、憧れの先輩スカーレット・浜野と部屋で会話中、窓を突き破ってデビルビーストが侵入してくる。デビルマンレディーに変身したジュンの目前にキューティーハニーが出現。ビーストを逃がしてしまったレディーは撤退するが、その跡を追うキューティーハニーは途中でレディーを見失う。変身が解けたジュンは森の中で如月ハニーと会い、互いの正体を知らない2人は和やかに話しながら学園に戻るのだった。
翌日の夜、逃げられたビーストと再戦するデビルマンレディーの前に、H・A（人間同盟）の兵士たちが駆け付け、デビルビーストにビースト化の進行を抑える酵素入り銃弾を撃ちこむ。人間に戻ったそのビーストの正体は、夏子に好意を寄せる小山いちごだった。
夏子が如月ハニーと親しくしているのが面白くない浜野は、デビルビーストの本性を現わして夏子を誘拐する。時同じくして、キューティーハニー打倒のために豹の爪（パンサークロー）の先兵ユニコーンパンサーがチャペル学園に来た。デビルマンレディーとキューティーハニーはそれぞれの敵を迎えうつ。

## 登場人物

### 人間同盟
Human Alliance=通称H・A。人間が獣化したデビルビーストに対抗するため設立された組織。
不動 ジュン（ふどう ジュン） / デビルマンレディー
生まれながらにしてビースト因子を持ち、22歳にして人間の心を持つデビルビースト、デビルマンレディーに覚醒した。『デビルマンレディー』の世界で男女共学の高校教師をしていたが、のちに退職。本作ではデビルビースト事件の調査のために、聖チャペル学園に新任教師として潜入している。
アスカ 蘭（アスカ らん）
不動ジュンの理解者にしてパートナーの白人女性。H・A所属の超能力者で、テレパシーやテレポーテーションなどの能力を使う。本作ではテレポーテーションで何度かジュンの前に現れて助言を与えるのみで、学園の事件に直接介入はしない。

### 聖チャペル学園
『キューティーハニー』の世界でハニーが通っている全寮制の学園。男子禁制の女学校で、生徒同士に同性愛関係が生まれやすい。
如月 ハニー（きさらぎ ハニー）/キューティーハニー
如月博士が自分の娘として作り上げた女性型アンドロイド。首のハート型チョーカーに触れながら「ハニーフラッシュ！」と叫ぶことで、戦闘に特化したキューティーハニーを始め、様々な姿に変身が可能。変身能力の原理である体内の空中元素固定装置で、自身の外傷を修復できる。
秋 夏子（あき なつこ）
如月ハニーの同級生にして親友。寮ではハニーと同室で仲良しだが、彼女の正体は知らない。新体操部の浜野先輩と小山いちごの両名から尋常ではない愛を寄せられている。『キューティーハニー』の世界では、聖チャペル学園を襲撃したパンサー怪人に殺されている。
スカーレット・浜野（スカーレット はまの）
夏子の先輩。新体操部のキャプテンで短髪のボーイッシュな外見。海洋生物のイカに似たデビルビーストに変身し、日頃から劣情を抱いている夏子をさらった。ハニーと交戦中、その現場に駆け付けたデビルマンレディーと死闘を繰り広げる。
小山いちご（こやま いちご）
長い髪を両側頭部で縛ったサイドテールの新体操部員。夏子を愛していることから、恋仇の浜野に敵対意識を抱いている。犬のような顔の女性型デビルビーストに変身してデビルマンレディーと戦う。

### 豹の爪
国際的な秘密結社。強盗、殺人、密輸などの犯罪は勿論、国家を揺るがすテロも行なう。幹部、怪人ともに女性だけで構成されるアマゾネス軍団。
ユニコーンパンサー
一角獣の能力を持つパンサー怪人。聖チャペル学園に現れてハニーと戦う。頭部と両手の甲から鋭い角が生えており、頭部の角は飛び道具として射出可能。キューティーハニーの腹部を貫いて重傷を負わせた。

## 単行本
- 永井豪＆ダイナミックプロ 『キューティーハニー対デビルマンレディー』 秋田書店〈チャンピオンREDコミックス〉、全1巻
  1. 2013年12月20日発売 ISBN 978-4-253-23568-6